# 鑊氣

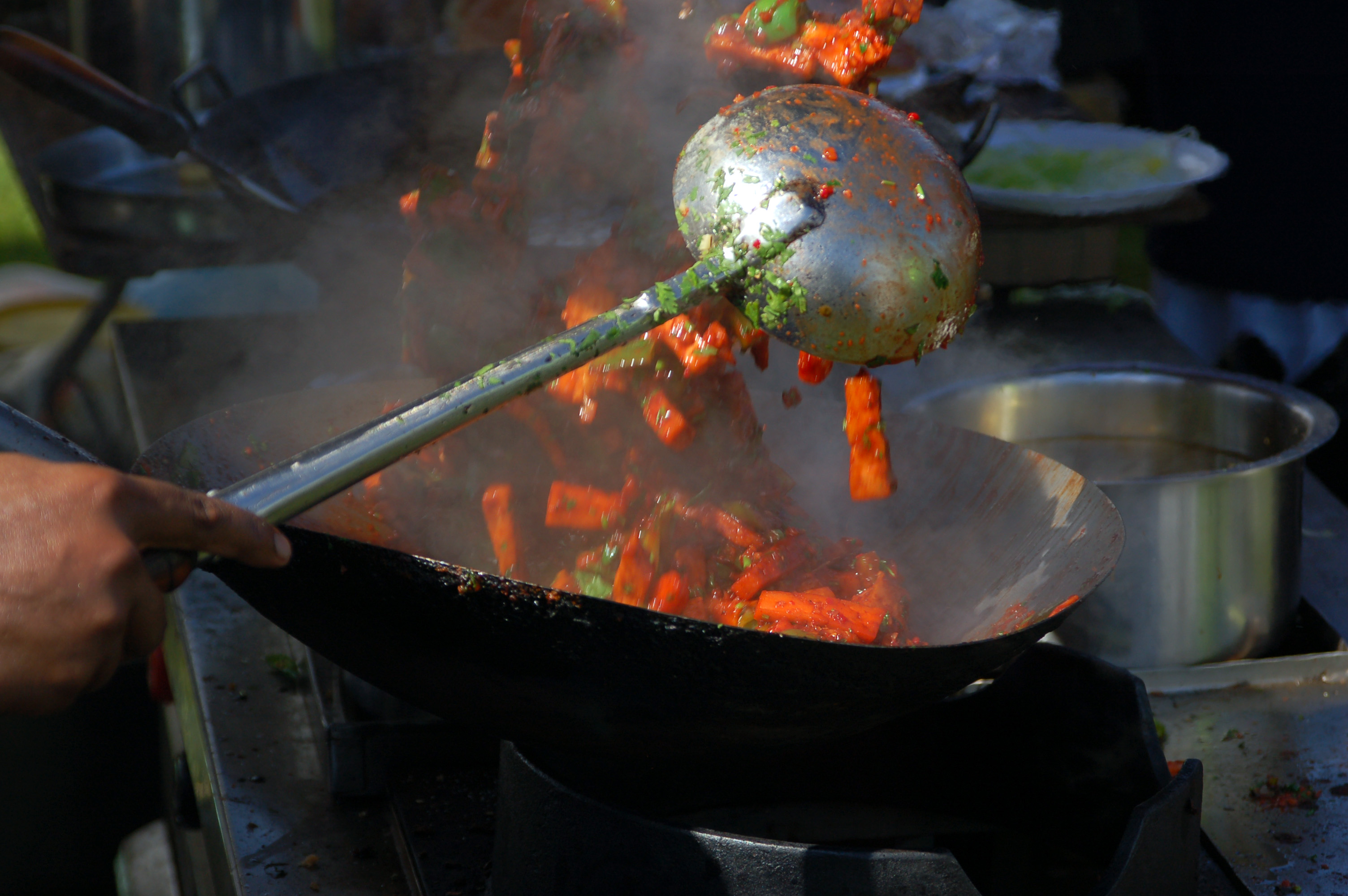
鑊氣

鍋氣，粵語稱鑊氣（粵拼：wok6 hei3）是指由炒鍋（粵語稱鑊）所烹調的食物，並運用其猛烈的火力保留食物的味道及口味；並配合適當的烹調時間，帶出精華；制成色、香、味、形俱全的菜餚。
當恰當地烹調時，食物味道及口味的精華都被烹調出來，稱為「有鑊氣」。要烹調「有鑊氣」的食物，必須要利用猛烈的火力烹調；並要快速地拋起鑊裡的食物。具體而言，當食物受極高的溫度烹調（超過攝氏200度，大約華氏400度），便會發生焦化反應及美拉德反應（又稱非酶棕色化反應）等化學變化。人們經常使用大量的食油提高食物的鑊氣；食物因而變得油膩，但亦因此替食物加添色彩。